# Железный коготь (киносериал, 1916)
«Железный коготь» (англ. The Iron Claw) — американский немой киносериал с участием знаменитой актрисы Пирл Уайт. Сохранилась только 7-я серия.

## Сюжет
Героиню преследует злодей с крюком вместо ампутированной правой руки вместе с шайкой головорезов. У героини есть жених, но он — тихий и робкий молодой человек, не способный стать защитником невесты. В самые критические моменты героиню выручает некто в маске с нарисованным оскалом лица. Один раз злодей убивает человека в маске, но в следующей серии «маска» появляется вновь. В конце оказывается, что против шайки «Железного когтя» действовала целая организация сыщиков, и все они носили одинаковые маски. Руководил ими жених героини.

## В ролях
- Пирл Уайт
- Шелдон Льюис